# Cantonul Saint-Nom-la-Bretèche
Cantonul Saint-Nom-la-Bretèche este un canton din arondismentul Saint-Germain-en-Laye, departamentul Yvelines, regiunea Île-de-France , Franța.

## Comune
- Bailly
- Chavenay
- L'Étang-la-Ville
- Feucherolles
- Noisy-le-Roi
- Rennemoulin
- Saint-Nom-la-Bretèche (reședință)
- Villepreux